# Kaneko Mitsuharu
Kaneko Mitsuharu (japanisch 金子 光晴; * 25. Dezember 1895 in Tsushima, Präfektur Aichi; † 30. Juni 1975) war ein japanischer antimilitaristischer Dichter und Maler, der seine formativen Jahre in Belgien verbrachte.

## Leben
Kaneko Mitsuharu wurde 1895 in der Präfektur Aichi als Sohn eines Schnapsladenbesitzers unter dem Namen Ōga Yasukazu (大鹿 安和) geboren. Sein wenig erfolgreicher Vater gab ihn, als er zwei Jahre war, zur Adoption in die wohlhabende Kaneko-Familie in Nagoya. Der Adoptivvater Kaneko Sōtarō war der Sohn eines Pensionswirts aus Edo, der zu dieser die Geschicke der Baufirma Shimizu-gumi leitete und ein Lebemann der alten Schule (通人, tsūjin) war. Die Familie zog 1901 nach Kyōto, fünf Jahre später nach Tokio. Ab 1908 besuchte Mitsuharu die französische Missionsschule Gyōsei Gakuin, deren Strenge ihm nicht zusagte. Nach Abschluss 1914 besuchte er kurzzeitig die Vorbereitungsschule der Waseda-Universität.
Bereits als 6-jährigem wurde ihm von Hyakkei (百圭)　Unterricht im klassischen tsuketate-hō-Stil gegeben. Mit 11 Jahren (1906) wurde er ein Schüler von Kobayashi Kiyochika (小林 清親; 1847–1915). Nach Abbruch der Vorbereitungsschule besuchte er den Zweig für Malerei im japanischen Stil (Nihonga-ka) der Kunstakademie Tokio. Er schloss keine höhere Schule ab.

### Erste Europareise
Unter dem Titel Akatsuchi no Ie erschien 1919 Kanekos erster Gedichtband im Selbstverlag. Im Februar dieses Jahres fuhr er von Kōbe an Bord der Sado Maru zusammen mit dem Antiquitätenhändler und Freund der Familie Suzuki Kōjirō nach Europa. Suzuki erkannte auf der Überfahrt, dass sein Begleiter kein Talent zum Kaufmann hatte, sondern besser Kunst studieren sollte. Zu diesem Zweck stellte er ihm im Mai dem belgischen Kunstsammler Ivan Lepage (1883–1947) vor. Lepage führte Kaneko in europäische Kunst ein und vermittelte Kontakte. Kaneko wurde ein Freund der Familie und lebte zu dieser Zeit in einer Pension nahe deren Wohnsitz in Diegem bei Brüssel. Er zeichnete und fertigte Aquarelle, gleichzeitig las er Werke von Baudelaire und Émile Verhaeren. Im November 1920 reiste er für zwei Wochen nach Paris, dann weiter nach Marseille, von wo aus er im Dezember die Rückreise nach Japan antrat.
Nach seiner Rückkehr veröffentlichte er im Juli 1923 Koganemushi (こがね蟲, dt. „Ein Skarabäus“). Bald darauf lernte er Mori Michiyo (1905–1977) kennen, die er, nachdem er sie geschwängert hatte, im Juli 1924 heiratete. Die Beziehung blieb turbulent, aber auch „offen“.

### Zweite Europareise
Unter anderem auch um seine Frau von ihren Liebhabern zu trennen, trat Kaneko im September 1928 seine zweite Reise nach Europa an, die über verschiedene Stationen in Asien beide im Januar 1930 nach Paris führte. Das Paar war dauernd knapp bei Kasse, daher nahm Michiyo eine Stellung bei einer japanischen Firma in Antwerpen an. Mitsuharu blieb zunächst zurück, reiste dann im Januar 1931 nach Brüssel, wo er seine Freundschaft mit der Familie Lepage erneuerte und hauptsächlich Aquarelle zu malen begann. Das Ehepaar ließ sich am 9. März 1931 auf dem Konsulat in Antwerpen einvernehmlich scheiden. Ab Herbst lebten sie in Brüssel wieder zusammen. Lepage half Kaneko seine Bilder auszustellen, die Familie behielt etliche, die nicht verkauft wurden, im Besitz. Poetische Inspiration fand er zu dieser Zeit keine.

### Nach 1932
Nach seiner Rückkehr nach Japan 1932 schrieb Kaneko symbolistische Gedichte, die den japanischen militaristischen Imperialismus kritisierten. Während des Krieges veröffentlichte er nichts, danach wandte er sich äußerst produktiv dem Realismus zu.
Oktober 1937 bis Anfang 1928 reiste er mit Michiyo durch den japanisch besetzten Teil Nordchinas.
Kaneko heiratete Michiyo erneut 1953, nicht ohne andere Beziehungen gehabt zu haben. Im selben Jahr erhielt er den Yomiuri-Literaturpreis in der Kategorie Lyrik. Er starb 1975, kurz bevor sämtliche Bände seiner gesammelten Werke erschienen waren.

### Familie
Seine Frau Michiyo war ebenfalls Dichterin und Kennerin klassischer Literatur, von denen sie mehrere Werke, u. a. das Tosa Nikki, in die moderne Sprache übertrug. Mit ihr hatte einen Sohn, der den Namen der Mutter trägt, Mori Ken (* März 1925).

## Werke, Literatur und Quellen
- Gesammelte Werke: Kaneko Mitsuharu zenshū. Tokio 1975–77, 15 Bände
- S. Noma (Hrsg.): Kaneko Mitsuharu. In: Japan. An Illustrated Encyclopedia. Kodansha, 1993, ISBN 4-06-205938-X, S. 735.
- A Wandering Poet-Painter: Kaneko Mitsuharu. in: W. F. Vanden Walle, David de Coonman (Hrsg.): Japan & Belgium: Four Centuries of Exchange. Brusseles/Aichi 2005, ISBN 2-9600491-0-1
- Iijima Kōichi (Hrsg.): Nenkan koganemushi: Kaneko Mitsuharu kenkyū. Tokio 1988 (Kaneko Mitsuharu no kai; Serie 6 Ausgaben)
- Gemälde: Kawamura Bun’ichiro: Kaneko Mitsuharu gajō. Tokio 1981
- James Morita: Kaneko Mitsuharu. Boston 1980, Twayne's World Author Series, № 555